# Манта (футбольный клуб)
«Манта» (исп. Manta Fútbol Club) — эквадорский футбольный клуб из одноимённого города. В 2015 году выступает во втором дивизионе чемпионата страны.

## История
Клуб основан 27 июля 1998 года, на месте прекратившего существование в 1996 году клуба «СК Манта». В высшем дивизионе Эквадора «Манта» дебютировала в 2003 году, и провела в нём в общей сложности восемь сезонов. Лучший результат клуба в чемпионатах Эквадора, 7-е место в 2010 году.
Домашние матчи клуб проводит на стадионе «Хокай», вмещающем 16 000 зрителей.

## Достижения
- Победитель Серии B Эквадора (1): 2008

## Сезоны по дивизионам
- Серия А Эквадора (8): 2003, 2009—2014, 2021
- Серия B Эквадора (12): 2002, 2004—2008, 2015—2020, с 2022
- Сегунда Эквадора (4): 1998—2001